# Collegio di Witney
Witney è un collegio elettorale inglese situato nell'Oxfordshire rappresentato alla Camera dei comuni del parlamento del Regno Unito. Elegge un membro del parlamento con il sistema maggioritario a turno unico; l'attuale parlamentare è Charles Maynard dei Liberal Democratici, che rappresenta il collegio dal 2024.

## Storia
Il primo deputato del collegio fu Douglas Hurd, che ricoprì la carica di ministro con Margaret Thatcher e John Major e si ritirò nel 1997. Hurd fu succeduto da Shaun Woodward alle elezioni generali del 1997, ma fu sconfitto dal Partito Laburista nel 1999 e Witney, in maniera inaspettata, ebbe un deputato laburista. Woodward scelse di non candidarsi a Witney con i laburisti e si candidò nel seggio storicamente laburista di St Helens South.
Alle elezioni generali del 2001 fu eletto David Cameron come deputato per Witney; Cameron fu rieletto per un quarto mandato da deputato alle elezioni generali del 2015, con un vantaggio di 25.155 voti sul secondo sfidante, il vantaggio maggiore della sua carriera politica. In quell'occasione il Partito Conservatore ottenne una maggioranza a sorpresa alla Camera dei comuni, ottenendo 330 seggi contro i 232 dell'opposizione laburista, permettendo quindi la formazione di un governo di maggioranza. Tuttavia, il 24 giugno 2016 Cameron annunciò le proprie dimissioni da Primo Ministro a causa del risultato del referendum sulla UE del giorno precedente, in cui il 51,9% dei britannici aveva scelto di lasciare la UE. Il 12 settembre 2016 Cameron annunciò che si sarebbe dimesso anche da deputato, e nella successiva elezione suppletiva venne eletto Robert Courts, conservatore, ma con un vantaggio sostanzialmente ridotto.

## Estensione

Witney dal 2010 al 2024

- 1983–1997: i ward del distretto di West Oxfordshire di Ascott and Shipton, Aston Bampton and Standlake, Bampton, Bladon and Cassington, Brize Norton and Curbridge, Burford, Carterton North, Carterton South, Chadlington, Charlbury, Chipping Norton, Clanfield and Shilton, Combe and Stonesfield, Ducklington, Enstone, Eynsham, Filkins and Langford, Finstock and Leafield, Freeland and Hanborough, Hailey, Kingham, Milton-under-Wychwood, Minster Lovell, North Leigh, Rollright, Stanton Harcourt, Witney East, Witney North, Witney South, Witney West e Woodstock e i ward del distretto di Cherwell di Gosford, North West Kidlington, South East Kidlington e Yarnton.
- 1997–2010: il distretto di West Oxfordshire e il ward del Distretto di Cherwell di Yarnton.
- 2010-2024: il distretto di West Oxfordshire.
- dal 2024: i ward del distretto di Vale of White Horse di Faringdon, Kingston Bagpuize, Thames e Watchfield and Shrivenham ed i ward del distretto di West Oxfordshire di Alvescot and Filkins, Ascott and Shipton, Bampton and Clanfield, Brize Norton and Shilton, Burford, Carterton North East, Carterton North West, Carterton South, Ducklington, Hailey, Minster Lovell and Leafield, Milton-under-Wychwood, Standlake, Aston and Stanton Harcourt, Witney Central, Witney East, Witney North, Witney South e Witney West.

In occasione della quinta revisione della Boundary Commission effettuata nel 2004 si stabilì che Witney avrebbe dovuto essere composta dall'intero West Oxfordshire. Sette anni dopo la Commissione affermò che non avrebbero dovuto essere apportate modifiche.
Alla fine del XIX secolo, la divisione sessionale di Bampton East, che era incentrata su Witney, costituiva parte del collegio di Woodstock.
Fino al 1974 gran parte dell'attuale collegio di Witney fu parte di Woodstock e in seguito di Banbury. Dal 1974 al 1983 l'area fu inclusa nel seggio di Mid Oxfordshire, insieme a parti di Bullingdon e Ploughley; dal 1983 Witney è un collegio parlamentare e comprende l'intero ex collegio di West oxfordshire e i villaggi circostanti.
Carterton è il secondo centro di popolazione del collegio, con 14.000 persone ed è situato vicino alla RAF Brize Norton, che dà un apporto vitale all'economia locale, essendo una delle più grandi e frequentate stazioni della Royal Air Force del Paese.
Per le elezioni generali nel Regno Unito del 2010 i confini del collegio di Witney furono modificati, e divennero identici ai confini del Consiglio del Distretto del West Oxfordshire.

## Membri del parlamento
| Elezione | Elezione       | Deputato        | Partito             | Note                                       |
| -------- | -------------- | --------------- | ------------------- | ------------------------------------------ |
|          | 1983           | Douglas Hurd    | Conservatore        |                                            |
| 1997     | Shaun Woodward |                 | Conservatore        |                                            |
|          | Shaun Woodward | 1999            | Laburista           |                                            |
|          | 2001           | David Cameron   | Conservatore        | Primo ministro del Regno Unito (2010—2016) |
| 2016 (S) | Robert Courts  |                 | Conservatore        |                                            |
|          | 2024           | Charles Maynard | Liberal Democratici |                                            |

## Elezioni

### Elezioni negli anni 2020
| Partito                    | Partito                                         | Candidato                  | Risultati 4 luglio 2024 | Risultati 4 luglio 2024 |
| Partito                    | Partito                                         | Candidato                  | Voti                    | %                       |
| -------------------------- | ----------------------------------------------- | -------------------------- | ----------------------- | ----------------------- |
|                            | Lib Dem                                         | Charles Maynard            | 20 832                  | 41,18                   |
|                            | Conservatore                                    | Robert Courts              | 16 493                  | 32,61                   |
|                            | Reform UK                                       | Richard Langridge          | 6 307                   | 12,47                   |
|                            | Laburista                                       | Antonio Weiss              | 4 773                   | 9,44                    |
|                            | Verde                                           | Andrew Prosser             | 1 661                   | 3,28                    |
|                            | Indipendente                                    | Barry Ingleton             | 350                     | 0,69                    |
|                            | Heritage                                        | David Cox                  | 168                     | 0,33                    |
|                            |                                                 |                            |                         |                         |
| Iscritti                   | Iscritti                                        | Iscritti                   | 75 448                  | 100,00                  |
| ↳ Votanti (% su iscritti)  | ↳ Votanti (% su iscritti)                       | ↳ Votanti (% su iscritti)  | 50 584                  | 67,04                   |
| ↳ Astenuti (% su iscritti) | ↳ Astenuti (% su iscritti)                      | ↳ Astenuti (% su iscritti) | 24 864                  | 32,96                   |
|                            |                                                 |                            |                         |                         |
|                            | Esito: collegio passa da Conservatore a Lib Dem |                            |                         |                         |

### Elezioni negli anni 2010
| Partito                    | Partito                                   | Candidato                  | Risultati 12 dicembre 2019 | Risultati 12 dicembre 2019 |
| Partito                    | Partito                                   | Candidato                  | Voti                       | %                          |
| -------------------------- | ----------------------------------------- | -------------------------- | -------------------------- | -------------------------- |
|                            | Conservatore                              | Robert Courts              | 33 856                     | 55,23                      |
|                            | Lib Dem                                   | Charlotte Hoagland         | 18 679                     | 30,47                      |
|                            | Laburista Co-Op                           | Rosa Bolger                | 8 770                      | 14,31                      |
|                            |                                           |                            |                            |                            |
| Iscritti                   | Iscritti                                  | Iscritti                   | 83 845                     | 100,00                     |
| ↳ Votanti (% su iscritti)  | ↳ Votanti (% su iscritti)                 | ↳ Votanti (% su iscritti)  | 61 305                     | 73,12                      |
| ↳ Astenuti (% su iscritti) | ↳ Astenuti (% su iscritti)                | ↳ Astenuti (% su iscritti) | 22 540                     | 26,88                      |
|                            |                                           |                            |                            |                            |
|                            | Esito: collegio confermato a Conservatore |                            |                            |                            |

| Partito                    | Partito                                   | Candidato                  | Risultati 8 giugno 2017 | Risultati 8 giugno 2017 |
| Partito                    | Partito                                   | Candidato                  | Voti                    | %                       |
| -------------------------- | ----------------------------------------- | -------------------------- | ----------------------- | ----------------------- |
|                            | Conservatore                              | Robert Courts              | 33 839                  | 55,54                   |
|                            | Laburista                                 | Laetisia Carter            | 12 598                  | 20,68                   |
|                            | Lib Dem                                   | Liz Leffman                | 12 457                  | 20,45                   |
|                            | Verdi                                     | Claire Lasko               | 1 053                   | 1,73                    |
|                            | UKIP                                      | Alan Craig                 | 980                     | 1,61                    |
|                            |                                           |                            |                         |                         |
| Iscritti                   | Iscritti                                  | Iscritti                   | 82 781                  | 100,00                  |
| ↳ Votanti (% su iscritti)  | ↳ Votanti (% su iscritti)                 | ↳ Votanti (% su iscritti)  | 60 927                  | 73,60                   |
| ↳ Astenuti (% su iscritti) | ↳ Astenuti (% su iscritti)                | ↳ Astenuti (% su iscritti) | 21 854                  | 26,40                   |
|                            |                                           |                            |                         |                         |
|                            | Esito: collegio confermato a Conservatore |                            |                         |                         |

| Partito                    | Partito                                   | Candidato                  | Risultati 20 ottobre 2016 | Risultati 20 ottobre 2016 |
| Partito                    | Partito                                   | Candidato                  | Voti                      | %                         |
| -------------------------- | ----------------------------------------- | -------------------------- | ------------------------- | ------------------------- |
|                            | Conservatore                              | Robert Courts              | 17 313                    | 45,02                     |
|                            | Lib Dem                                   | Liz Leffman                | 11 611                    | 30,19                     |
|                            | Laburista                                 | Duncan Enright             | 5 765                     | 14,99                     |
|                            | Verdi                                     | Larry Sanders              | 1 363                     | 3,54                      |
|                            | UKIP                                      | Dickie Bird                | 1 354                     | 3,52                      |
|                            | National Health Action                    | Helen Salisbury            | 433                       | 1,13                      |
|                            | Indipendente                              | Daniel Skidmore            | 151                       | 0,39                      |
|                            | Monster Raving Loony                      | Mad Hatter                 | 129                       | 0,34                      |
|                            | Indipendente                              | Nicholas Ward              | 93                        | 0,24                      |
|                            | Bus-Pass Elvis                            | David Bishop               | 61                        | 0,16                      |
|                            | Eccentric Party                           | Lord Toby Jug              | 59                        | 0,15                      |
|                            | Democratici                               | Winston McKenzie           | 52                        | 0,14                      |
|                            | One Love Party                            | Emilia Arno                | 44                        | 0,11                      |
|                            | Indipendente                              | Adam Knight                | 27                        | 0,07                      |
|                            |                                           |                            |                           |                           |
| Iscritti                   | Iscritti                                  | Iscritti                   | 82 247                    | 100,00                    |
| ↳ Votanti (% su iscritti)  | ↳ Votanti (% su iscritti)                 | ↳ Votanti (% su iscritti)  | 38 492                    | 46,80                     |
| ↳ Astenuti (% su iscritti) | ↳ Astenuti (% su iscritti)                | ↳ Astenuti (% su iscritti) | 43 755                    | 53,20                     |
|                            |                                           |                            |                           |                           |
|                            | Esito: collegio confermato a Conservatore |                            |                           |                           |

| Partito                    | Partito                                   | Candidato                  | Risultati 7 maggio 2015 | Risultati 7 maggio 2015 |
| Partito                    | Partito                                   | Candidato                  | Voti                    | %                       |
| -------------------------- | ----------------------------------------- | -------------------------- | ----------------------- | ----------------------- |
|                            | Conservatore                              | David Cameron              | 35 201                  | 60,20                   |
|                            | Laburista                                 | Duncan Enright             | 10 046                  | 17,18                   |
|                            | UKIP                                      | Simon Strutt               | 5 352                   | 9,15                    |
|                            | Lib Dem                                   | Andy Graham                | 3 953                   | 6,76                    |
|                            | Verdi                                     | Stuart MacDonald           | 2 970                   | 5,08                    |
|                            | National Health Action                    | Clive Peedell              | 616                     | 1,05                    |
|                            | Wessex Regionalist                        | Colin Bex                  | 110                     | 0,19                    |
|                            | Indipendente                              | Christopher Tompson        | 94                      | 0,16                    |
|                            | Reduce VAT in Sport                       | Vivien Saunders            | 46                      | 0,08                    |
|                            | Give Me Back Elmo                         | Bobby Smith                | 37                      | 0,06                    |
|                            | Land Party                                | Deek Jackson               | 35                      | 0,06                    |
|                            | Indipendente                              | Nathan Handley             | 12                      | 0,02                    |
|                            |                                           |                            |                         |                         |
| Iscritti                   | Iscritti                                  | Iscritti                   | 79 784                  | 100,00                  |
| ↳ Votanti (% su iscritti)  | ↳ Votanti (% su iscritti)                 | ↳ Votanti (% su iscritti)  | 58 482                  | 73,30                   |
| ↳ Astenuti (% su iscritti) | ↳ Astenuti (% su iscritti)                | ↳ Astenuti (% su iscritti) | 21 302                  | 26,70                   |
|                            |                                           |                            |                         |                         |
|                            | Esito: collegio confermato a Conservatore |                            |                         |                         |

| Partito                    | Partito                                   | Candidato                  | Risultati 6 maggio 2010 | Risultati 6 maggio 2010 |
| Partito                    | Partito                                   | Candidato                  | Voti                    | %                       |
| -------------------------- | ----------------------------------------- | -------------------------- | ----------------------- | ----------------------- |
|                            | Conservatore                              | David Cameron              | 33 973                  | 58,81                   |
|                            | Lib Dem                                   | Dawn Barnes                | 11 233                  | 19,44                   |
|                            | Laburista                                 | Joe Goldberg               | 7 511                   | 13,00                   |
|                            | Verdi                                     | Stuart MacDonald           | 2 385                   | 4,13                    |
|                            | UKIP                                      | Nikolai Tolstoy            | 2 001                   | 3,46                    |
|                            | Monster Raving Loony                      | Howling Laud Hope          | 234                     | 0,41                    |
|                            | Indipendente                              | Paul Wesson                | 166                     | 0,29                    |
|                            | Indipendente                              | Johnnie Cook               | 151                     | 0,26                    |
|                            | Wessex Regionalist                        | Colin Bex                  | 62                      | 0,11                    |
|                            | Indipendente                              | Aaron Barschak             | 53                      | 0,09                    |
|                            |                                           |                            |                         |                         |
| Iscritti                   | Iscritti                                  | Iscritti                   | 78 811                  | 100,00                  |
| ↳ Votanti (% su iscritti)  | ↳ Votanti (% su iscritti)                 | ↳ Votanti (% su iscritti)  | 57 769                  | 73,30                   |
| ↳ Astenuti (% su iscritti) | ↳ Astenuti (% su iscritti)                | ↳ Astenuti (% su iscritti) | 21 042                  | 26,70                   |
|                            |                                           |                            |                         |                         |
|                            | Esito: collegio confermato a Conservatore |                            |                         |                         |

### Elezioni negli anni 2000
| Partito                    | Partito                                   | Candidato                  | Risultati 5 maggio 2005 | Risultati 5 maggio 2005 |
| Partito                    | Partito                                   | Candidato                  | Voti                    | %                       |
| -------------------------- | ----------------------------------------- | -------------------------- | ----------------------- | ----------------------- |
|                            | Conservatore                              | David Cameron              | 26 571                  | 49,33                   |
|                            | Lib Dem                                   | Liz Leffman                | 12 415                  | 23,05                   |
|                            | Laburista                                 | Tony Gray                  | 11 845                  | 21,99                   |
|                            | Verdi                                     | Richard Dossett-Davies     | 1 682                   | 3,12                    |
|                            | UKIP                                      | Paul Wesson                | 1 356                   | 2,52                    |
|                            |                                           |                            |                         |                         |
| Iscritti                   | Iscritti                                  | Iscritti                   | 78 071                  | 100,00                  |
| ↳ Votanti (% su iscritti)  | ↳ Votanti (% su iscritti)                 | ↳ Votanti (% su iscritti)  | 53 869                  | 69,00                   |
| ↳ Astenuti (% su iscritti) | ↳ Astenuti (% su iscritti)                | ↳ Astenuti (% su iscritti) | 24 202                  | 31,00                   |
|                            |                                           |                            |                         |                         |
|                            | Esito: collegio confermato a Conservatore |                            |                         |                         |

| Partito                    | Partito                                   | Candidato                  | Risultati 7 giugno 2001 | Risultati 7 giugno 2001 |
| Partito                    | Partito                                   | Candidato                  | Voti                    | %                       |
| -------------------------- | ----------------------------------------- | -------------------------- | ----------------------- | ----------------------- |
|                            | Conservatore                              | David Cameron              | 22 153                  | 45,02                   |
|                            | Laburista                                 | Michael Bartlet            | 14 180                  | 28,82                   |
|                            | Lib Dem                                   | Gareth Epps                | 10 000                  | 20,32                   |
|                            | Verdi                                     | Mark Stevenson             | 1 100                   | 2,24                    |
|                            | Indipendente                              | Barry Beadle               | 1 003                   | 2,04                    |
|                            | UKIP                                      | Kenneth Dukes              | 767                     | 1,56                    |
|                            |                                           |                            |                         |                         |
| Iscritti                   | Iscritti                                  | Iscritti                   | 74 663                  | 100,00                  |
| ↳ Votanti (% su iscritti)  | ↳ Votanti (% su iscritti)                 | ↳ Votanti (% su iscritti)  | 49 203                  | 65,90                   |
| ↳ Astenuti (% su iscritti) | ↳ Astenuti (% su iscritti)                | ↳ Astenuti (% su iscritti) | 25 460                  | 34,10                   |
|                            |                                           |                            |                         |                         |
|                            | Esito: collegio confermato a Conservatore |                            |                         |                         |

## Risultati dei referendum

### Referendum sulla permanenza del Regno Unito nell'Unione europea del 2016
|             | Collegio    | Lasciare UE % | Rimanere in UE % |
| ----------- | ----------- | ------------- | ---------------- |
|             | Witney      | 46,3%         | 53,7%            |
|             | Inghilterra | 53,3%         | 46,7%            |
| Regno Unito | 51,9%       | 48,1%         |                  |